# 望月寒川
望月寒川（もつきさむかわ）は、石狩川水系月寒川支流の北海道札幌市を流れる一級河川である。「モ」はアイヌ語で「小さい」という意味で、月寒川の支流を意味する。月寒の漢字表記は、アイヌ語由来の地名「ツキサップ」への当て字である。明治期はそのまま「つきさっぷ」と読ませていたが、1940年代前半に字面に従って「つきさむ」に変更になった。開拓時は「最月寒川」と表記されていた。

## 地理
北海道札幌市豊平区西岡の低い丘陵地に源を発する。北から北北東に流れて白石区に入り、さらに北東に進路をとり、月寒川に合流する。流路の大半は市街地で、河川敷を持たない小さな川である。

## 略歴
明治期の望月寒川は多少の雨ですぐ氾濫した、1960年代に河川改修工事が行なわれたが、現在も豪雨があると溢れることがある。最近でも、3・4月の雪解けの時期には増水し、溢れたこともある。
- 2008年 流域の札幌市立澄川中学校で大規模なグラウンド工事を実施。望月寒川増水時、グランド地中に、水を溜め、水が引き次第放水するようになる。
- 2014年9月11日 大雨特別警報が発表され、国道36号線付近で道路が冠水した。
- 2017年5月 望月寒川から豊平川への放水路トンネル掘削開始。このトンネルにより、望月寒川の流量は最大1/10になると見込まれている。同時に約5.4kmに渡る望月寒川拡幅も行っており、総事業費は約200億円[2]。
- 2022年4月 望月寒川放水路トンネルの供用開始[3]。

## 流域の自治体
北海道
札幌市豊平区、南区、白石区